# Суфанувонг
Принц Суфанувонг (Луанг Прабанг, 13. јул 1909 — Вијентијан, 9. јануар 1995) био је припадник лаоске краљевске породице који је током рата у Лаосу сарађивао с комунистичким покретом Патет Лао. Након победе комуниста у Лаосу 1975, био је први председник републике до 1991. године.

## Биографија
Био је један од тројице синова принца Бунхонга, последњег поткраља Луанг Прабанга. Образовао се у Француској и Вијетнаму. С временом је постао симпатизер Хо Ши Мина и прикључио се индокинеском комунистичком покрету.
Августа 1950, Суфанувонг је председао првим конгресом Патет Лаоа, организације која је отприлике тада започела оружану борбу против француске колонијалне власти у Индокини. Након одласка Француза, Патет Лао је наставио борбу против краљевске гарнитуре која је уско сарађивала са Западом у борби против комунистичких покрета у Лаосу и суседним земљама. Суфанувонг је током рата био председник владе покрета отпора и номинални секретар Народне револуционарне партије Лаоса.
Познат под надимком „Црвени принц“, као бивши припадник племићке породице унутар Патет Лаоа је више био симбол те није имао стварну власт унутар покрета. Након победе комуниста 1975, био је постављен за првог председника лаоске републике. Иако му је мандат трајао до 1991, отишао је у пензију 1986, па је до краја мандата вршилац дужности био Фуми Вонгвишит, те га је тада наследио Кејсон Фомвихан.
Суфанувонг је 1991. постао саветник Централног комитета НРПЛ. Умро је 1995. године у 86. години живота.
Течно је говорио осам језика, међу којима латински и грчки.